# Вассиан Лавдийский
Вассиа́н Лавди́йский (лат. Bassianus Laudensis, итал. Bassiano di Lodi; ок. 320 года, Сиракузы — ок. 409 года, Лоди-Веккьо) — епископ Лоди. День памяти — 19 января.

## Житие
Святой Вассиан родился на Сицилии в Сиракузах, в семье Сергия, префекта города. Он был послан в Рим для продолжения образования, где был обращён ко Господу священником по имени Иордан (Jordan, Giordano).
Отец святого, желавший чтобы сын отрёкся от своих верований, попросил его вернуться в Сиракузы. Вассиан отказался и отправился в Равенну. Когда около 373 года скончался епископ Лоди, Вассиану предложили занять епископскую кафедру. Он воздвиг храм в честь святых апостолов, который был освящён в 381 году в присутствии свв. Амвросия Медиоланского и Феликса из Комо. Святой Вассиан участвовал в соборе 318 года в Аквилее и, возможно, в соборе 390 года в Милане, на котором обсуждалось учение Иовиниана.
Подпись святого Вассиана вместе с подписью святого Амвросия имеются на письме папе Сирицию. В 397 году святой Вассиан присутствовал на похоронах святого Амвросия. Сам он отошёл ко Господу в 409 году, быть может 19 января.

## Почитание
В 1158 году, когда миланцы разрушили Лоди, мощи святого были перенесены в Милан. Их вернули в Лоди в 1163 году, когда город был восстановлен Фридрихом Барбароссой.
Святой Вассиан считается покровителем Лоди и Пиццигеттоне, Италия.